# Чепмен, Эрнест
Эрнест Уильям Чепмен (англ. Ernest William Chapman, 11 апреля 1926 — 21 марта 2013) — австралийский гребец, бронзовый призёр летних Олимпийских игр в Хельсинки (1952).
На протяжении всей спортивной карьеры выступал за сиднейский Sydney Rowing Club. На летних Олимпийских играх в Хельсинки (1952) в соревнованиях по академической гребле стал бронзовым призёром в составе восьмерок.
- 1951—1959 гг. — вице-капитан,
- 1975—1978 и 1979—1995 гг. — председатель Сиднейского гребного клуба.

За заслуги в развитии гребли был награждён медалью Ордена Австралии.